# Liolaemus andinus
Liolaemus andinus — вид ігуаноподібних ящірок родини Liolaemidae. Мешкає в Аргентині і Чилі.

## Поширення і екологія
Liolaemus andinus мешкають в долині річки Чашуїл в аргентиній провінції Катамарка, а також спостерігася в районі озера Лагуна-Верде в чилійському регіоні Атакама. Вони живуть на високогірних луках, на висоті від 3500 до 4900 м над рівнем моря. Є всеїдними і живородними.